# Duel Masters
Duel Masters (japoneză デュエルマスターズ Dyueru Masutāzu ; română Maeștrii Duelului) este un joc de cărți și un serial manga și anime răspândit în țările asiatice, Europa și America de Nord. Răspândirea acestui joc de cărți se datorează numărului mare de cumpărători, în special copii și adolescenți. Există de asemenea și jocuri video bazate pe această serie.
Premiera în România a serialului pe care se bazează a fost pe 9 octombrie 2004 pe canalul Cartoon Network ca parte a blocului Toonami (numai primele două sezoane fiind difuzate).

## Istoric
Jocul a fost creat de compania Wizards of the Coast din Japonia în anul 2002 și a devenit rapid cel mai bine vândut joc al anului. A urmat apoi importarea sa în America de Nord prin intermediul Wizards of the Coast (deținutǎ de Hasbro) din America în 2004 unde și-a câștigat popularitatea rapid dar nu pentru mult timp. Producerea materialelor de joc (cǎrți, reviste, jocuri video, desene animate) din America a încetat în Decembrie 2006 datoritǎ vânzărilor în scǎdere, dar in Japonia, promovarea jocului mai continuǎ pânǎ și azi. America a produs până la 12 seturi de cǎrți iar Japonia a produs peste 50 de seturi și pachete tematice (Theme Decks) ce conțin 40 de cărți iar în Japonia încă se mai continuă fabricarea unor noi seturi și distribuirea lor prin intermediul firmei TakaraTomy.
În 2012, jocul pare să fie reintrodus pe piața americană sub brandul Kaijudo de către Hasbro ca o urmare a unui studiu pe piața americană în materie de jocuri de cărți și a popularității în creștere in Japonia. Noul joc pare să aibă similarități evidente cu Duel Masters prin faptul că unele reguli, efecte și imagini ale unor creaturi se aseamănă, însă și această serie a încetat în 2014.

## Reguli
Pentru a juca ai nevoie de un adversar, un pachet de minimum 40 de cărți pentru fiecare jucător (în Japonia se joacă doar cu 40 de cărți) și strategie.
Fiecare jucător îi amestecă celuilalt cărțile pentru a nu exista motiv de fraudă, după care pachetul este așezat cu spatele (sigla „Duel Masters”) în sus. Cinci cărți sunt așezate cu spatele, una după alta, fără ca cineva să le privească, iar alte 5 cărți se vor trage în mână. Acestea vor fi "scuturile" și mâna jucătorului respectiv. Anticipat se alege cel care începe jocul.
Obiectivul jucătorului este de a sparge toate scuturile adversarului pentru a putea ataca direct adversarul cu o creatură nefolosită. Pentru a putea chema creaturi pe câmp, este nevoie de mana. Numărul de mana necesar pentru a invoca o creatură anume este afișat în colțul cărții din sus-stânga. Un jucător poate să-și crească numărul de mana numai o dată pe tură cu o mana, dar sunt și vrăji (spell) care pot să-i ofere jucătorului mai multă mana. Cartea de mana se pune în zona de mana (Mana Zone) și reprezintă o carte pusă în zona de mana cu capul in jos (la 180 de grade).

Creaturile, o dată invocate nu pot ataca decât după ce trece o tură, asta înseamnă că creatura are boala invocării (Summoning Sickness) însă sunt și așa numiții atacatori rapizi (Speed Attacker) care nu au această boală. Când vrei să invoci o creatură, trebuie să tapezi mana (întorci cartea la 90 de grade). Tapează câtă mana este necesară invocării creaturii respective (ex. dacă vrei să invoci o creatură care costă 5 mana, tapezi 5 mana) și apoi pui cartea în zona de bătaie (Battle Zone). 

Atenție! Trebuie să ai cel puțin o mana din civilizația creaturii pe care o invoci și restul din oricare altă civilizație pentru ca o creatură să poată fi invocată. Dacă dorești ca acea creatură să atace, o tapezi la 90 de grade și poți alege să ataci un scut, două, dacă creatura este dublu spărgător (Double Breaker), ori trei dacă creatura este triplu spărgător (Triple Breaker) sau poți să alegi să ataci o creatură. Atenție! Creaturile unui jucător poate să atace o creatură adversă numai dacă creatura adversarului este tapată (întoarsă la 90 de grade). Puterea unei creaturi este prevăzută în colțul din jos-stânga iar în timpul bătăliei dintre două creaturi (una atacă pe cealaltă) câștigă cea cu puterea mai mare iar cealaltă pleacă în cimitir.

Spell-urile sunt niște vrăji care ajuta jucătorul cu ceva anume (ex: detapează toate creaturile din Battle Zone sau ia prima carte din pachet și pune-o la scuturi).

## Manga
Manga din Duel Masters sunt scrise de Shigenobu Matsumoto produse de Shogakukan Ltd. și numai câteva s-au lansat în America dar în Japonia încă mai sunt produse. Seria manga nu a fost autorizată pentru SUA, deși a existat o carte de benzi desenate americană creată de Dreamwave Production. Revistele cu și despre Duel Masters sunt publicate de CoroCoro Comic în Japonia și cuprinde cărți promoționale, strategii și detalii despre viitoare turnee naționale. Tokyopop a lansat de asemenea, o adaptare Cine-Manga anime Duel Masters, cu toate acestea acum este epuizată. Seria manga Duel Masters a plecat în 1999-2005 (17 volume), urmat de Duel Masters: Fighting Edge în 2005-2008 (12 volume) și în cele din urmă Duel Masters SX în 2008-2011 (9 volume).

## Jocuri Video
Când Duel Masters a ajuns in America, câteva jocuri au fost publicate de Atari:
- Duel Masters Sempai Legends pentru Game Boy Advance
- Duel Masters Kaijudo Showdown pentru Game Boy Advance
- Duel Masters Shadow of the Code pentru Game Boy Advance
- Duel Masters (Cobalt) pentru PlayStation 2

În Japonia au fost de asemenea lansate câteva jocuri video de către Takara:
- Duel Masters Invincible Advance pentru Game Boy Advance
- Duel Masters 2 (Kirifuda Shobu Version) pentru Game Boy Advance
- Duel Masters 3 pentru Game Boy Advance
- Duel Masters Nettou! Battle Arena pentru GameCube
- Duel Masters ~Birth of the Super Dragon~ pentru PlayStation 2 (produs de KSG)
- Duel Masters de Asobo pentro Nintendo Switch, iOS și Android
- Duel masters Play's pentru iOS și Android

Din punct de vedere al stilului de joc și aspect, variantele americane sunt mai concentrate pe acțiune, pe când cele japoneze sunt concentrate pe cărți.

## Anime
Primul sezon a avut premiera inițial în Japonia în anul 2002 până în 2004. Manga japoneză originală se bazează vag pe centrele de poveste din cărțile de joc Duel Masters care se rotesc în jurul a cinci civilizații (foc, apă, lumină, întuneric și natură). Varianta americană are 3 sezoane, Duel Masters, Duel Masters 1.5 și Duel Masters 2.0 produse de Plastic Cow Productions și Nelvana și distribuit de Cartoon Network, iar varianta japoneză are 4 sezoane și încă se mai produc: Duel Masters Charge (toate 3 sezoanele americane adunate la un loc); Duel Masters Zero; Duel Masters Cross și Duel Masters Cross Shock.

### Diferențe între versiuni
Versiunile americane și europene din Duel Masters adaugă mai multe lucruri care în versiunea originală japoneză nu apar, pentru a face mai multă comedie pentru a le separa de luptele cu cărți. În versiunea americană au fost adăugate glume anime despre clișee tipice, cum ar fi ecrane împărțite și lipsa tatălui (în acest caz, Shori tatăl lui Shobu). Trimiteri frecvente despre cultură populară sunt realizate de-a lungul spectacolului, fenomen cum ar fi atunci când unul dintre personaje, Kyoshiro Kokujo, spune: "Eu sunt întunericul... Eu sunt noaptea... Eu sunt Bat-Oh, așteptați e spectacol greșit." Ca atare, ele reapar ca gaguri rulate pe parcursul spectacolului. O altă formă comună de umor găsită în spectacol este ruperea din al patrulea perete. Personajele vor spune în mod constant lucruri, cum ar fi "Se pare că e timpul pentru o dispariție", "Sper că scriitorii vor face mai bine săptămâna viitoare", "De ce e camera aproape de fața mea?" sau "Știi, îmi place atunci când folosesc această scenă". În timp ce povestea este din punct de vedere tehnic dramatică, cele mai multe episoade sunt punctate pe o poveste de comedie amestecată cu o poveste serioasă. Dialogul japonez are de asemenea un rol în dueluri. Un jucător declară "Kettou da" pentru a provoca un alt jucător. Contestat apoi alege să accepte cu "Yoshi" sau "Hai" însemnând literar "da" în japoneză. "Ike" este o comandă pentru atac și "Todome da" este similar cu "șah-mat" și se termină lupta. Termenul "Kaijudo", folosit numai în versiunea din limba engleză, provine de la cuvântul "Kaiju", însemnând "monstru" și "do" înseamnă "calea". De aceea, "kaijudo" înseamnă "calea monstrului". În ansamblu, versiunea japoneză este mai serioasă decât versiunea americană. În timp ce versiunea japoneză pare să se bazeze mai mult pe umor vizual situațional, versiunea americană pare să utilizeze umor mai mult verbal. De asemenea, în timp ce versiunea japoneză este în mare parte un spectacol de umor cu cărți de joc, versiunea americană este o parodie gen din plan. De fapt, în versiunea americană nu este o traducere adevărată dar este în schimb o "parodie a dublajului". Versiunea americană are de asemenea efecte diferite de sunet și muzică decât versiunea originală japoneză.

### Personaje
- Shobu Kirifuda

Exprimat de: Yumiko Kobayashi (japoneză), Seth Joshua (engleză), O'Brien Liam (sezonul 1.5 engleză)
Principalul protagonist al seriei și ucenicul lui Knight. El visează să devină un mare duelist ca și tatăl său, Shori Kirifuda. Shobu păstrază o atitudine pozitivă în toată seria, insistând asupra duelurilor pentru a se distra, spre deosebire de victoria simplă. În primul sezon, Shobu preia provocarea de al învinge pe Hakuoh, campionul templului, care simte să devină corupt de putere. De-a lungul primei serii, Shobu trebuie să învingă subalternii lui Hakuoh, în timp ce el se luptă să înțeleagă adevăratul spirit al duelurilor. În duelul său cu Hakuoh, cum Shobu se confruntă împotriva celor mai puternici Comandanți îngeri, el este obligat să ia o decizie crucială. El trebuie să accepte ajutorul prietenilor săi și să "ajungă ca Kokujo" (care a fost rănit în duelul Kaijudo) sau să renunțe la prietenii săi și să "sfârșească ca Hakuoh" rece și fără inimă. Însă cu toate acestea, Shobu este puternic și are curajul să nu dea niciodată înapoi, ca și creaturile sale preferate. El folosește un pachet din civilizația focului, care mai târziu devine un pachet Dragon și chiar mai târziu evoluează într-un pachet Comandanți Dragon / Înger. După ce a fost învins într-un sezon mai târziu el a pierdut mare parte din pachetul său, dar este ghidat la pachetul tatălui său de spiritele Bolmeteus Dragon Samurai, Dragon Bolbalzak "Sword Flash" și Saint Dragon Bolshack. Numele său de familie kanji Kirifuda înseamnă literar "atu", "cardul as" sau "cartea câștigătoare". Kanji din numele său Shoubu este o combinație a numelui tatălui său Shouri însemnând "victorie" și al numelui mamei sale Mai care înseamnă "dans", astfel Shoubu înseamnă "Dansul victoriei". Pronunția cuvântului "Shoubu" este de asemenea, un joc de cuvinte de la care înseamnă literalmente "câștigător (sau) pierzător" și de aici semnificația derivată a cuvântului "duel". Indiferent dacă în mod intenționat sau neintenționat numele Shobu este un joc de cuvinte - acesta înseamnă "concurs" în japoneză.

### Episoade ale serialului
| Premiera în România             | Nr | Titlu român                                 | Titlu englez                                                        |
| ------------------------------- | -- | ------------------------------------------- | ------------------------------------------------------------------- |
|                                 |    |                                             |                                                                     |
| PRIMUL SEZON SERIA 1.0          |    |                                             |                                                                     |
|                                 |    |                                             |                                                                     |
| 09.10.2004                      | 01 | Jucand cu un Pachet Complet                 | Playing With A Full Deck                                            |
|                                 |    |                                             |                                                                     |
| 10.10.2004                      | 02 | Nu este ușor să fi verde                    | It’s Not Easy Being Green                                           |
|                                 |    |                                             |                                                                     |
| 16.10.2004                      | 03 | Toru, Toru, Toru                            | Toru, Toru, Toru                                                    |
| 17.10.2004                      | 04 | Toru, Toru, Toru                            | Toru, Toru, Toru                                                    |
|                                 |    |                                             |                                                                     |
| 23.10.2004                      | 05 | Voi fi fratele unei maimuțe                 | I’ll Be A Monkey’s Brother                                          |
|                                 |    |                                             |                                                                     |
| 24.10.2004                      | 06 | Wok pe calea sălbatică                      | Wok On The Wildside                                                 |
|                                 |    |                                             |                                                                     |
| 30.10.2004                      | 07 | Băieții albi n-au farmec                    | White Boys Can’t Charm                                              |
|                                 |    |                                             |                                                                     |
| 31.10.2004                      | 08 | Duelurile trecutului viitor                 | Duels Of The Futures Past                                           |
|                                 |    |                                             |                                                                     |
| 06.11.2004                      | 09 | Un goblin trebuie să îi conducă             | A Goblin Shall Lead Them                                            |
|                                 |    |                                             |                                                                     |
| 07.11.2004                      | 10 | Shobu se gătește                            | Shobu Gets Decked                                                   |
|                                 |    |                                             |                                                                     |
| 13.11.2004                      | 11 | Balada lui Kintaro                          | Ballad Of Kintaro                                                   |
| 14.11.2004                      | 12 | Balada lui Kintaro                          | Ballad Of Kintaro                                                   |
|                                 |    |                                             |                                                                     |
| 20.11.2004                      | 13 | Zănatica Mikuni                             | Looney Mikuni                                                       |
| 21.11.2004                      | 14 | Zănatica Mikuni                             | Looney Mikuni                                                       |
|                                 |    |                                             |                                                                     |
| 27.11.2004                      | 15 | Bizara răsucire a soartei                   | A Strange Twist Of Fate                                             |
|                                 |    |                                             |                                                                     |
| 28.11.2004                      | 16 | Da, maiestre                                | Yes, Master                                                         |
|                                 |    |                                             |                                                                     |
| 04.12.2004                      | 17 | Oh frate, oare unde ești tu?                | Oh Brother, Where Art Thou                                          |
|                                 |    |                                             |                                                                     |
| 23.02.2005                      | 18 | Tipul de la cablu                           | Cable Guy                                                           |
|                                 |    |                                             |                                                                     |
| 05.12.2004                      | 19 | Sunetul duelatului                          | The Sound Of Dueling                                                |
|                                 |    |                                             |                                                                     |
| 12.12.2004                      | 20 | Kokujo ripostează                           | Episode V: Kokujo Strikes Back                                      |
|                                 |    |                                             |                                                                     |
| 18.12.2004                      | 21 | Faza în care Shobu se duelează cu Hakuoh    | The One Where Shobu Duels Hakuoh                                    |
|                                 |    |                                             |                                                                     |
| 19.12.2004                      | 22 | Doar duelează-te                            | Just Duel It                                                        |
|                                 |    |                                             |                                                                     |
| 25.12.2004                      | 23 | Jocul de plânsete                           | The Crying Game                                                     |
|                                 |    |                                             |                                                                     |
| 26.12.2004                      | 24 | Chiar vrei să mă rănești?                   | Do You Really Want To Hurt Me?                                      |
|                                 |    |                                             |                                                                     |
| 04.03.2005                      | 25 | Ceva trăznit se îndreaptă încoace           | Something Wacky This Way Comes                                      |
|                                 |    |                                             |                                                                     |
| 02.01.2005                      | 26 | Ce e cu tine?                               | What’s A Mana You?                                                  |
|                                 |    |                                             |                                                                     |
| SEZONUL 2 SERIA 1.5             |    |                                             |                                                                     |
|                                 |    |                                             |                                                                     |
| 07.01.2006                      | 27 | Băiatul George contra Măștii de fier        | Boy George Vs. Iron Mask (a.k.a. Atta Boy, George)                  |
|                                 |    |                                             |                                                                     |
| 08.01.2006                      | 28 | Shobu Kirifuda s-a întors                   | Shobu Kirifuda Is Back! (a.k.a. Break On Through To The Other Side) |
|                                 |    |                                             |                                                                     |
| 14.01.2006                      | 29 | Prietenia duelului                          | The Fellowship Of The Duel                                          |
|                                 |    |                                             |                                                                     |
| 15.01.2006                      | 30 | Dușmanul meu                                | Enemy, Mine                                                         |
|                                 |    |                                             |                                                                     |
| 21.01.2006                      | 31 | Câștigi, pierzi sau trage                   | Win, Lose Or Draw                                                   |
|                                 |    |                                             |                                                                     |
| 03.08.2006                      | 32 | Fugi către lumină                           | Go Towards The Light                                                |
|                                 |    |                                             |                                                                     |
| 28.01.2006                      | 33 | Luminile sunt aprinse dar nu-i nimeni acasă | The Lights Are On But Nobody’s Home                                 |
|                                 |    |                                             |                                                                     |
| 29.01.2006                      | 34 | Dacă ar fi un examen                        | If Ever A Quiz There Was                                            |
|                                 |    |                                             |                                                                     |
| 04.02.2006                      | 35 | Se caută: Duel sau viu                      | Wanted: Duel Or Alive                                               |
|                                 |    |                                             |                                                                     |
| 05.02.2006                      | 36 | Ce mai aștepți?                             | Water You Waiting For?                                              |
|                                 |    |                                             |                                                                     |
| 11.02.2006                      | 37 | Natura mă cheamă                            | Nature Calls                                                        |
| 12.02.2006                      | 38 | Natura mă cheamă                            | Nature Calls                                                        |
|                                 |    |                                             |                                                                     |
| 18.02.2006                      | 39 | Frica în sine                               | Fear Itself                                                         |
|                                 |    |                                             |                                                                     |
| 19.02.2006                      | 40 | Aventura focului                            | Quest For Fire                                                      |
|                                 |    |                                             |                                                                     |
| 25.02.2006                      | 41 | Campionatul e joacă cinstită                | Tournament Is Fair Play                                             |
|                                 |    |                                             |                                                                     |
| 26.02.2006                      | 42 | Duelul adânc                                | In Deep Duel-Duel                                                   |
|                                 |    |                                             |                                                                     |
| 14.08.2006                      | 43 | Furtuna de deșert                           | Desert Storm                                                        |
|                                 |    |                                             |                                                                     |
| 05.03.2006                      | 44 | Minuni care cad                             | Wonderfalls                                                         |
|                                 |    |                                             |                                                                     |
| 04.03.2006                      | 45 | Creatura nopții                             | Creature Of The Night                                               |
|                                 |    |                                             |                                                                     |
| 12.03.2006                      | 46 | Aventura focului                            | Quest For Fire                                                      |
|                                 |    |                                             |                                                                     |
| 18.03.2006                      | 47 | Înveselește-mă încă o dată, păpușă          | Deck Me Baby One More Time                                          |
|                                 |    |                                             |                                                                     |
| 19.03.2006                      | 48 | Unu pentru Mana, duel pentru spectacol      | One For The Mana, Duel For The Show!                                |
|                                 |    |                                             |                                                                     |
| 25.03.2006                      | 49 | Fă duelul, te duelezi așa de bine           | Do That Duel You Duel So Well                                       |
|                                 |    |                                             |                                                                     |
| 26.03.2006                      | 50 | Băiatul întâlnește duelul                   | Boy Meets Duel                                                      |
|                                 |    |                                             |                                                                     |
| 01.04.2006                      | 51 | Omul din oglindă                            | The Man In The Mirror                                               |
|                                 |    |                                             |                                                                     |
| 02.04.2006                      | 52 | Cine a stins toate luminile?                | Who Turned Out All The Lights?                                      |
|                                 |    |                                             |                                                                     |
| SEZONUL 3 (ne-dublat) SERIA 2.0 |    |                                             |                                                                     |
|                                 |    |                                             |                                                                     |
|                                 | 53 |                                             | Showdown!                                                           |
|                                 |    |                                             |                                                                     |
|                                 | 54 |                                             | Babytalk                                                            |
|                                 |    |                                             |                                                                     |
|                                 | 55 |                                             | Fourscore                                                           |
|                                 |    |                                             |                                                                     |
|                                 | 56 |                                             | Frotime                                                             |
|                                 |    |                                             |                                                                     |
|                                 | 57 |                                             | Duelusional                                                         |
|                                 |    |                                             |                                                                     |
|                                 | 58 |                                             | Duel-ercise                                                         |
|                                 |    |                                             |                                                                     |
|                                 | 59 |                                             | Triple-Threat                                                       |
|                                 |    |                                             |                                                                     |
|                                 | 60 |                                             | Surprise                                                            |
|                                 |    |                                             |                                                                     |
|                                 | 61 |                                             | Cheatery                                                            |
|                                 |    |                                             |                                                                     |
|                                 | 62 |                                             | Makeover                                                            |
|                                 |    |                                             |                                                                     |
|                                 | 63 |                                             | Switcharoo                                                          |
|                                 |    |                                             |                                                                     |
|                                 | 64 |                                             | Creeptastic                                                         |
|                                 |    |                                             |                                                                     |
|                                 | 65 |                                             | Finalitousness                                                      |
|                                 |    |                                             |                                                                     |

## Universul Duel Masters
Universul Duel Masters este compus din 5 civilizații: Foc, Apă, Lumină, Întuneric și Natură. În fiecare civilizație, creaturile sunt fie unice în anumite abilități, sau împărtășesc, unele abilități cu creaturile din alte civilizații. Unele creaturi fac parte din două sau mai multe civilizații.
| Civilizație | Reprezentant        |
| ----------- | ------------------- |
| Apă         | Elementul de Apă    |
| Natură      | Elementul de Pământ |
| Lumină      | Sfânt               |
| Întuneric   | Nesfânt             |
| Foc         | Elementul de foc    |

### Civilizația de Lumină
Civilizația de Lumină este o civilizație tehnologizată, puternică, situată la altitudini uriașe până în amurg iar creaturile arată precum roboții. Ea se poate susține singura, pașnică și nu comunică cu celelalte civilizații. Este locul ideal pentru orice creatura. Din păcate, liniștea le-a fost tulburată de celelalte civilizații când și-au pierdut casele și au fost forțate să invadeze pentru a putea supraviețui. Lumina a reacționat împotriva acestei ostilități prin implicarea din ce în ce mai mare în lupta contra invadatorilor. După ce au văzut cum resursele lor sunt rapid consumate, ei au luat o atitudine mai agresivă față de lumea exterioară. Unul din semnele invaziei e abilitatea lui Sasha, Channeler of Suns, ea fiind un blocator de dragoni (Poate bloca orice creatura care are cuvântul "Dragon" în rasă ex. Dragoni în armură). Este probabil cea mai bună civilizație și este specializată în tapări, blocatori (Blocker) și manipulează scuturile iar rasa lor de vârf sunt Comandanții Îngeri (Angel Command). 
Aliați: Natură și Apă
Inamici: Întunericul și focul
Rase ale civilizației de lumină :
- Comandanții Îngeri (Angel Command) - sunt cea mai puternică rasă din civilizația de lumină.
- Bersekerii (Berseker) - sunt o rasă produsă din piese de aliaje conectate printr-un câmp de forță energetică.
- Gladiatorii (Gladiators) - sunt o rasă ce servește drept nave de transport și de ajutor pentru civilizația de lumină.
- Gardienii (Guardians) - sunt o rasă ce servesc drept apărători ai civilizației de lumină.
- Inițiatorii (Initiates) - sunt o rasă de forme de viață artificială ce îi servesc pe Aducătorii de lumină.
- Aducătorii de lumină (Light Bringers) - sunt o rasă ce reprezintă cea mai înaltă autoritate a civilizației de lumină.
- Mecanismele-Tunet (Mecha Thunders) - sunt o rasă ce pot controla vremea , având capacitatea de a provoca furtuni cu tunete și fulgere.
- Trupele de sol (Soltroopers) - sunt o rasă de mecanisme ce seamănă cu niște păianjeni și care se mișcă în ceață și în lumină.
- Spiritele curcubeului (Rainbow Phantoms) - sunt o rasă realizată dintr-un material energetic, care umple cerul cu diferite culori.
- Copacii luminii stelare (Starlight Trees) - sunt o rasă de plante plutitoare ce emit o lumină slabă.
- Mecha Del Sol - sunt o rasă de roboți care reprezintă soarele. Au fost creați pentru lupta împotriva dragonilor.

### Civilizația de apă
Civilizația de apǎ este o civilizație ciberneticǎ, bazatǎ pe circuite și rețele electronice integrate. Apa este bazatǎ pe abilitatea de a se ascunde, adicǎ nu pot fi blocați; trimit creaturi înapoi în mânǎ, manipuleazǎ mâna și trage cărți. Rasa lor de vârf sunt Leviatanii (Leviathan).
Aliați: Lumina/Întunericul și Natura
Inamici: Focul
Rase ale civilizației de apă :
- Grupurile cibernetice (Cyber cluster) - sunt o rasă de robo-crustacee , în general , care sunt controlate de către Oamenii lichizi și au rolul de forturi mobile .
- Lorzii cibernetici (Cyber lords) - sunt o rasă de creaturi semi-robotice ce pot controla cu undele lor cerebrale alte rase acvatice . Ei reprezintă autoritatea supremă în civilizația de apă .
- Lunile cibernetice (Cyber moons) - sunt o rasă de cetăți uriașe din adâncul oceanelor ce au fost construite de către Lorzii cibernetici .
- Virușii cibernetici (Cyber virus) - sunt o rasă de creaturi artificiale ce produc lumină și pot perturba mașinăriile . Acestea au fost create de către Lorzii cibernetici .
- Mâncătorii de pământ (Earth eaters) - sunt o rasă de arme bio-mecanice , create pentru a distruge diferite terenuri .
- Peștii (Fishs) - sunt o rasă de creaturi sălbatice care trăiesc în adâncul mării .
- Peștii Gel (Gel fishs) - sunt o rasă de pești-mutanți , transparenți , ce au fost creați de Lorzii cibernetici .
- Leviatanii (Leviathans) - sunt o rasă de creaturi uriașe , cum ar fi balene , ce posedă o inteligență mare . Aceștia sunt cea mai puternică rasă din civilizația de apă . Ei nu pot fi controlați de alte rase , nici măcar de Lorzii cibernetici .
- Oamenii lichizi (Liquid peoples) - sunt o rasă de creaturi umanoide , făcute din apă sau alte substanțe lichide .
- Hackerii de mare (Sea Hackers) - sunt o rasă de creaturi , asemănătoare cu caracatițele și cu calmari , care pot devora orice fel de material , inclusiv metale .
- Oamenii mării (Merfolk) - sunt o rasă de sirene sau tritoni ce se ocupă cu vânătoarea .

### Civilizația de întuneric
Civilizația de Întuneric este o civilizație moartă, sumbrǎ, tenace, uneori scârboasǎ și înfricoșǎtoare. Civilizația de întuneric este specializată în distrugeri și în manipularea cimitirului dar creaturile sunt slabe în putere. Rasa lor de vârf constǎ în Comandanții Demoni (Demon Command).
Aliați: Focul și Apa
Inamici: Natura și Lumina
Rase ale civilizației de întuneric :
- Hoții de creier (Brain jackers) - sunt o rasă de paraziți , cu aspect de paianjen , ce pot supraviețui prin manipularea sau infectarea unui mort .
- Himerele (Chimeras) - sunt o rasă de creaturi deformate , făcute din mai multe cadavre de la diferite ființe . Ele au fost create de Lorzii întunericului .
- Lorzii întunericului (Dark Lords) - sunt o rasă care alcătuiesc clasa conducătoare a civilizației de întuneric .
- Marionetele morții (Death puppets) - sunt o rasă de creaturi artificiale care sunt manipulate de Lorzii întunericului ca arme de unică folosință .
- Comandanții Demoni (Demon Command) - sunt o rasă de creaturi malefice , ce constituie cele mai puternice trupe din civilizația de întuneric . Aceste creaturi au fost create de Lorzii întunericului prin cele mai avansate tehnici de magie neagră .
- Măștile Diavolului (Devil Mask) - sunt o rasă de creaturi făcute din craniile morților .
- Fantomele (Ghosts) - sunt o rasă de creaturi ce se hrănesc cu energia malefică a Lorzilot întunericului pentru a supraviețui .
- Mutanții (Hedrians) - sunt o rasă de creaturi născute din nămol și mâl . Aceste creaturi se pot folosi de diferite deșeuri și gunoaie pentru a crea arme și abilități speciale .
- Morții-vi (Living deads) - sunt o rasă de creaturi bolnave și infectate create de Lorzii întunericului , în urma învierii unor cadavre .
- Cutiile Pandorie (Pandora's boxes) - sunt o rasă de cutii bântuite de spirite malefice.
- Viermii paraziți (Parasite worms) - sunt o rasă de viermi uriași. Ei nu au o inteligență mare , dar pot infecta alte rase.
- Dragonii zombi (Zombie dragons) - sunt o rasă de dragoni morți , reînviați prin puterea Lorzilor întunericului, care acum trăiesc în mlaștini.

### Civilizația de foc
Civilizația de foc este una foarte puternică, mecanică, dură, rapidă și încinsă. Este specializată în atacuri rapide, grăbite și puternice, distrugeri de blocatori și mana și de asemenea manipulează zona de bătaie însă este lipsită de blocatori. Rasa lor vârf sunt Dragonii Blindați (Armored Dragon).
Aliați: Întunericul și Natura
Inamici: Apa și Lumina
Rase ale civilizației de foc :
- Dragonii blindați (Armored dragons) - sunt o rasă de reptile-gigant înaripate ce scuipă foc , fiind cele mai puternice creaturi ale civilizației de foc . Această rasă este venerată de către Dragonoizi .
- Viperele blindate (Armored wyverns) - sunt o rasă de șerpi înaripați , crescuți și antrenați de către Dragonoizi .
- Armoroizii (Armorloids) - sunt o rasă robotizată creată de către Oameni .
- Dragonoizii (Dragonoids) - sunt o rasă de reptile umanoide , care venerează Dragonii blindați și care se războiesc cu Oamenii .
- Geko de dună (Dune Geko) - sunt o rasă de șopârle uriașe , instruiți de către Dragonoizi .
- Feathernoizii (Feathernoids) - sunt o rasă de păsări umanoide .
- Păsările de foc (Firebirds) - sunt o rasă de păsări uriașe antrenate de către Feathernoizi .
- Oamenii (Humans) - sunt o rasă de creaturi inteligente ce sunt în război cu Dragonoizii .
- Bestiile de piatră (Rock beasts) - sunt o rasă de creaturi reptiliene făcute din piatră și foc .
- Mâncătorii de mașini (Machine eaters) - sunt o rasă de pitici pufoși și inteligenți ce se ocupă cu construirea mașinăriilor .
- Dragonii vulcanici (Vulcano dragons) - sunt o rasă de dragoni mai slabi decât cei blindați , care hibernează în lacurile de lava sau în vulcani .
- Xenoparții (Xenoparts) - sunt o rasă de forme de viață artificială creată de  Mâncătorii de mașini .

### Civilizația de natură
Civilizația de natură este una calmă, liniștită, armonioasă și primitivă sau sălbatică. Este specializată în manipularea manei și în căutarea creaturilor în pachet. Este o rasă lipsită de blocatori. Rasa lor de vârf sunt Giganții (Giants).
Aliați: Lumina și Focul
Inamici: Întunericul și Apa
Rase ale civilizației de natură :
- Ciuperci-balon (Balloon mushrooms) - sunt o rasă de ciuperci monstruoase ce trăiesc în pădurile întunecate . Acestea împroașcă un gaz otrăvitor .
- Bestiile tradiționale (Folk beasts) - sunt o rasă de creaturi umanoide cum ar fi oameni-porc , oameni-vultur , oameni-lup etc .
- Coloniile de gândaci (Colony beetles) - sunt o rasă de insecte mici cum ar fi albine sau furnici , uriașe ca număr , care construiesc cuiburi uriașe cum ar fi stupuri sau mușuroaie .
- Dragonii de pământ (Earth dragons) - sunt o rasă de dragoni care trăiesc sub munți sau sub rădăcinile copacilor .
- Monștrii de smarald (Emerald monsters) - sunt o rasă de animale monstruoase cu coarne și bijuterii pe cap .
- Insectele-gigant (Giant insects) - sunt o rasă de insecte uriașe cum ar fi lăcuste sau călugărițe , care devorează alte rase .
- Giganții (Giants) - sunt o rasă de creaturi uriașe , uni mai mari decât munții , care pot zdrobi cu ușurință alte rase . Aceștia reprezintă cele mai puternice creaturi ale civilizației de natură .
- Bestiile încornorate (Horned beasts) - sunt o rasă de creaturi erbivore , de mari dimensiuni , cum ar fi rinoceri sau bivoli , ce posedă coarne pentru a se apăra .
- Totemurile misterioase (Mysetry totems) - sunt o rasă de copaci sculptați , posedați de spiritele naturii .
- Zânele zăpezii (Snow faeries) - sunt o rasă de spirite ale naturi ce trăiesc în ținuturile înzăpezite .
- Arborii tradiționali (Folk trees) - sunt o rasă liniștită și extrem de inteligentă de plante , unele umanoide , ce pot controla mintea altor rase .
- Legumele sălbatice (Wild veggies) - sunt o rasă de creaturi umanoide , făcute din legume , cum ar fi morcov sau brocoli .